# 荷蘭醬
荷蘭醬（法語：sauce hollandaise，發音：[sos ɔlɑ̃dɛz]），或稱荷蘭酸辣醬，是一種類似美乃滋的醬料，亦為五大法式醬料之一。

## 成份
由於荷蘭醬會用上兩到三顆蛋黃再加入黄油煮成，所以脂肪及膽固醇含量極高。

## 製作
1. 煮沸一鍋水後保持溫度。
2. 將兩至三顆蛋黃倒入鋼盆內，利用蒸氣間接加熱打發至蛋黃泛白。
3. 將半顆檸檬擠出汁液（或以份量相約的白酒醋取代）緩慢地倒入蛋黃液裡面。
4. 然後再緩慢地加入大約100克融化的黄油，再不停快速攪拌至蛋黃糊化。
5. 最後加上龍蒿草賦予辛香風味。[2]

## 搭配
- 一般最常淋在美式早餐班尼迪克蛋上，或與蘆筍伴食。

## 參看
- 瑞士汁